# Eleição municipal de Guarulhos em 2012
As eleições municipais em Guarulhos em 2012 aconteceram como parte das eleições nos 26 estados brasileiros. Assim como ocorreu nas eleições municipais em 1996 e 2008, a eleição ocorreu em dois turnos, sendo o primeiro em 7 de outubro e o segundo em 28 de outubro. Ao final foram eleitos o prefeito, o vice-prefeito e 34 vereadores.
Sete candidatos disputaram a prefeitura no primeiro turno, e no segundo a disputa se deu entre o então prefeito Sebastião Almeida (PT), cujo mandato se encerraria em 1º de janeiro de 2013, e o então deputado federal Carlos Roberto Campos (PSDB), sendo Almeida o vitorioso deste pleito, fazendo com que seu partido, o PT, permaneça no poder executivo guarulhense por quatro mandatos consecutivos.

## Candidatos
No primeiro turno, sete candidatos disputaram o poder executivo da cidade: Alan Neto pelo DEM, Carlos Roberto Campos pelo PSDB, Ederaldo Batista pelo PSOL, Joel Paradella pelo PSTU, Jovino Cândido pelo PV, Sebastião Almeida pelo PT, e Wagner Freitas pelo PP. Devido nenhum candidato ter ultrapassado a margem mínima de 50% dos votos válidos, foi realizado um segundo turno entre Almeida e Carlos Roberto.
| Nº | Candidato             | Partido | Vice-candidato           | Coligação |
| -- | --------------------- | ------- | ------------------------ | --- |
| 25 | Alan Neto             | DEM     | Eduardo Kamei (PTB)      | Mudança com Responsabilidade Democratas (DEM) Partido Trabalhista Brasileiro (PTB) |
| 45 | Carlos Roberto Campos | PSDB    | Telma Maria Cardia (PDT) | Guarulhos Agora! Desenvolvimento para Todos Partido da Social Democracia Brasileira (PSDB) Partido Democrático Trabalhista (PDT) Partido Popular Socialista (PPS) Partido Trabalhista Cristão (PTC) Partido da Mobilização Nacional (PMN) |
| 50 | Ederaldo Batista      | PSOL    | Iris Maria Pereira       | Partido não coligado |
| 16 | Joel Paradella        | PSTU    | Cláudia de Souza         | Partido não coligado |
| 43 | Jovino Cândido        | PV      | Miguel Abbud Neto        | Partido não coligado |
| 13 | Sebastião Almeida     | PT      | Carlos Derman (PT)       | Melhor pra Guarulhos Partido dos Trabalhadores (PT) Partido do Movimento Democrático Brasileiro (PMDB) Partido Social Democrático (PSD) Partido Comunista do Brasil (PCdoB) Partido Socialista Brasileiro (PSB) Partido da República (PR) Partido Republicano Brasileiro (PRB) Partido Social Cristão (PSC) Partido Humanista da Solidariedade (PHS) Partido Social Democrata Cristão (PSDC) Partido Renovador Trabalhista Brasileiro (PRTB) Partido Social Liberal (PSL) Partido Republicano Progressista (PRP) Partido Pátria Livre (PPL) Partido Trabalhista Nacional (PTN) |
| 11 | Wagner Freitas        | PP      | Marinho Ceará            | Partido não coligado |

## Pesquisas

### Primeiro Turno
| Data       | Instituto | Sebastião Almeida (PT) | Carlos Roberto (PSDB) | Jovino Cândido (PV) | Alan Neto (DEM) | Wagner Freitas (PP) | Ederaldo Batista (PSOL) | Joel Paradella (PSTU) | Brancos e Nulos | Indecisos |
| ---------- | --------- | ---------------------- | --------------------- | ------------------- | --------------- | ------------------- | ----------------------- | --------------------- | --------------- | --------- |
| 05/08/2012 | Opinião   | 38,44%                 | 18,25%                | 11,92%              | 8,52%           | 2,68%               | 3,41%                   | 0,49%                 | 16,3%           | -         |
| 11/08/2012 | DataLivre | 35%                    | 17%                   | 10%                 | 15%             | 5%                  | 4%                      | 2%                    | 5%              | 7%        |
| 02/09/2012 | Encuesta  | 33%                    | 19%                   | 9%                  | 7%              | 4%                  | 1%                      | 1%                    | 16%             | 10%       |
| 20/09/2012 | Opinião   | 39%                    | 19,5%                 | 7%                  | 7,25%           | 4,25%               | 0,5%                    | 0,75%                 | 14%             | 7,75%     |
| 24/09/2012 | GQuest    | 29,9%                  | 23%                   | 7,6%                | 5,6%            | 5,6%                | 0%                      | 0%                    | 10,8%           | 17,2%     |

### Segundo Turno
| Data       | Instituto                 | Sebastião Almeida (PT) | Carlos Roberto (PSDB) |
| ---------- | ------------------------- | ---------------------- | --------------------- |
| 11/10/2012 | MAS - Folha Metropolitana | 62,52%                 | 37,48%                |

## Resultados do Primeiro Turno

### Prefeito
Resultado das eleições para prefeito de Guarulhos. 100,00% apurado.
| Candidato(a)                 | Vice                      | 1º Turno 7 de outubro de 2012 | 1º Turno 7 de outubro de 2012 |
| Candidato(a)                 | Vice                      | Votação                       | Votação                       |
| Porcentagem                  | Total                     | Porcentagem                   | Total                         |
| ---------------------------- | ------------------------- | ----------------------------- | ----------------------------- |
| Sebastião Almeida (PT)       | Carlos Derman (PT)        | 49,65%                        | 283.864                       |
| Carlos Roberto Campos (PSDB) | Telma Cardia (PDT)        | 29,37%                        | 167.894                       |
| Wagner Freitas (PP)          | Marinho Ceará (PP)        | 9,46%                         | 54.097                        |
| Jovino Cândido (PV)          | Miguel Abbud Neto (PV)    | 5,47%                         | 31.273                        |
| Alan Neto (DEM)              | Eduardo Kamei (PTB)       | 4,94%                         | 28.235                        |
| Ederaldo Batista (PSOL)      | Iris Maria Pereira (PSOL) | 0,85%                         | 4.871                         |
| Joel Paradella (PSTU)        | Cláudia de Souza (PSTU)   | 0,25%                         | 1.447                         |
| Total de votos válidos       | Total de votos válidos    | 80,92%                        | 571.681                       |
| Votos em branco              | Votos em branco           | 8,56%                         | 60.482                        |
| Votos nulos                  | Votos nulos               | 10,52%                        | 74.333                        |
| Total                        | Total                     | 100,00%                       | 706.496                       |
| Abstenções                   | Abstenções                | 14,44%                        | 119.223                       |
| Votos apurados               | Votos apurados            | 85,56%                        | 706.496                       |
| Total de eleitores           | Total de eleitores        | 100,00%                       | 825.719                       |